# 鳳頭鷿鷈
鳳頭鸊鷉（學名：Podiceps cristatus），亦稱冠䴙䴘或㥽鸊鷉，俗稱浪裡白，是鸊鷉科鸊鷉屬下的一种鸟类。

## 外形

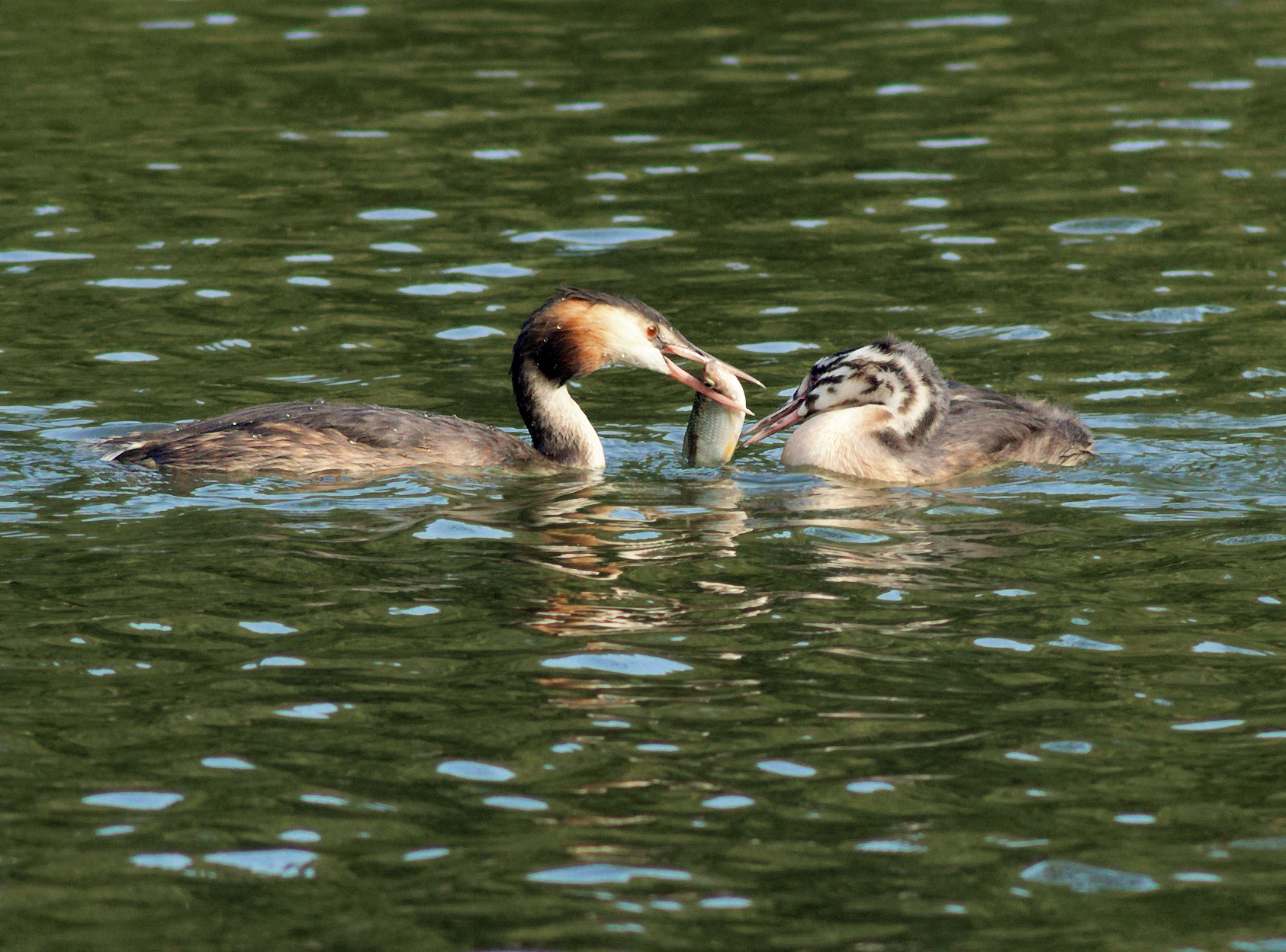
凤头鸊鷉的妈妈用鱼喂小鸭

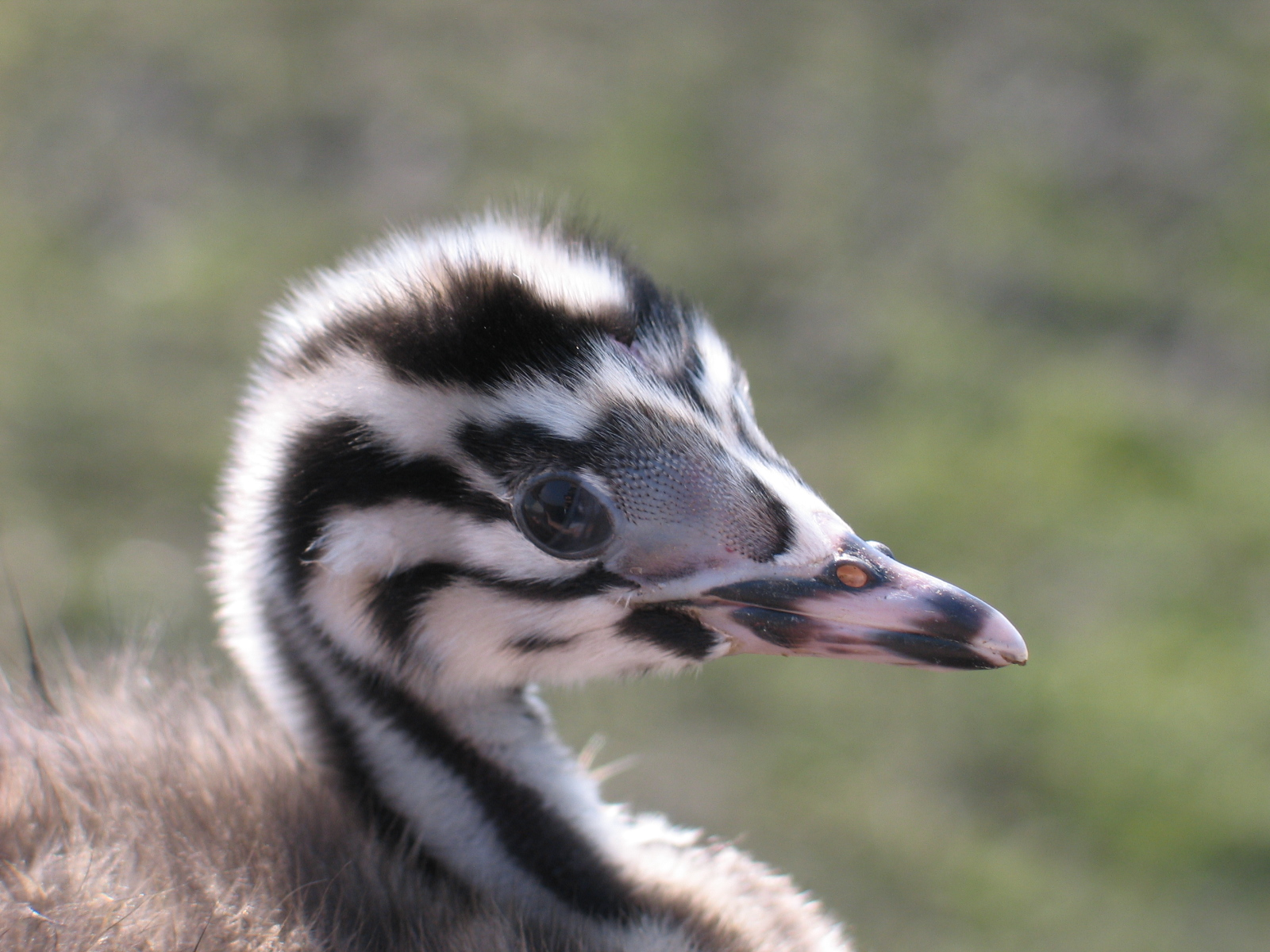
幼鸟

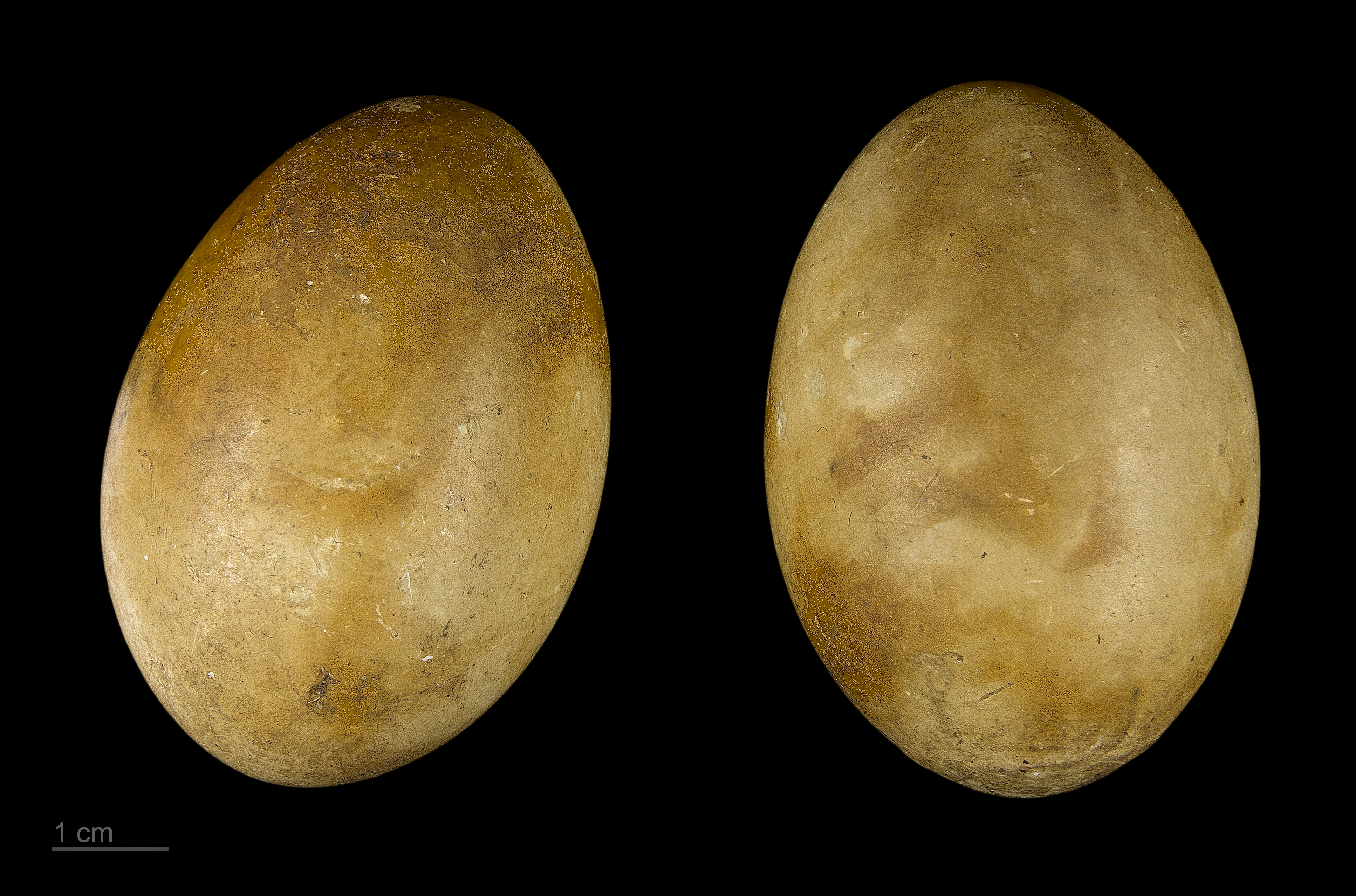
卵

冠鸊鷉是舊大陸最大型的鸊鷉，成年个体体长50厘米以上，雄雌差别不大。下体近白色，上体灰褐色。翅短，尾羽退化或消失。足位于身体后部，有蹼，爪钝而宽阔。

## 习性
为冬季候鸟。棲息于沿海地區、湖泊、水庫、江河等水域。其食物魚、蝦、水生昆蟲、部分水生植物。常成对或小群活动。善游泳、潜水，不善飞行。其巢多位于浅水处的水草间。

## 分布
欧洲、亚洲、非洲和大洋洲都有凤头鸊鷉或其亚种分布。该物种的模式产地在瑞典。

## 亚种
- 凤头鸊鷉指名亚种（学名：Podiceps cristatus cristatus）。分布于欧亚大陆各地。该物种的模式产地在瑞典。[4]
- 冠鸊鷉非洲亞種（学名：Podiceps cristatus infuscatus），分布于非洲東部與南部。[3]
- 冠鸊鷉澳洲亞種（学名：Podiceps cristatus australis），分布于澳大利亚東南與西南部、塔斯馬尼亞，以及紐西蘭南部。[3]